# Fernando Parrado
Pour les articles homonymes, voir Parrado.
Fernando Parrado, surnommé « Nando », né le 9 décembre 1949 à Montevideo en Uruguay, est un joueur de rugby à XV, pilote automobile et animateur de télévision uruguayen.
Il est l'un des 16 rescapés de la catastrophe du vol Fuerza Aérea Uruguaya 571 qui s'est écrasé dans la Cordillère des Andes le 13 octobre 1972. Il perd sa mère et sa sœur durant la tragédie, mais doté d'une forte résilience, il joue un rôle clé dans le sauvetage des victimes grâce à un périple dans la montagne avec son ami Roberto Canessa.

## Biographie
Fernando Parrado jouait au rugby à XV dans l'équipe de son collège (Stella Maris), les Old Christians. Ces derniers devaient aller jouer une rencontre au Chili, lorsque leur avion, un Fairchild FH-227 de la Force aérienne uruguayenne, s'est écrasé le 13 octobre 1972 dans la Cordillère des Andes, à plus de 3 500 mètres d'altitude.
Fernando était accompagné de sa mère, Eugenia Parrado (50 ans), qui mourut le premier soir après le crash, et de sa sœur Susana « Suzy » Parrado, qui mourut quelques jours après, à l'âge de 20 ans.
Après deux mois de survie dans le fuselage de l'avion dans des conditions extrêmes (les survivants furent notamment contraints à l'anthropophagie), Fernando et son ami Roberto Canessa partent le 12 décembre 1972 en expédition dans les montagnes afin de trouver des secours. Après dix jours de marche à travers la Cordillère, ils se retrouvent dans une haute vallée du Chili, sur les contreforts des Andes. Ils trouvent là des secours, grâce au berger chilien Sergio Catalán, qui partiront récupérer les quatorze autres survivants restés réfugiés dans le fuselage de l'avion.
En 1974, il participe à la rédaction du livre Les Survivants de Piers-Paul Read. En 1993, ce livre est adapté en film par le réalisateur américain Frank Marshall, sous le même titre Les Survivants. Son rôle est joué par Ethan Hawke.
En 2006, il publie un livre témoignage intitulé Milagro en los Andes, traduit en anglais, puis en français dans Miracle dans les Andes, où il raconte son expérience de survivant de la tragédie du vol Fuerza Aérea Uruguaya 571.
En 2009, son histoire est évoquée par le journaliste Pablo Vierci dans le livre La Sociedad de la Nieve adapté au cinéma en 2023 dans le succès international Le Cercle des neiges, du cinéaste espagnol Juan Antonio Bayona, dans lequel son rôle est joué par le comédien Agustín Pardella. 
Participant au cours de sa vie dans des compétitions automobiles en Amérique et en Europe (dont les 24 Heures du Mans), notamment au volant d'une Alfa Romeo Alfasud pour l'équipe Autodelta, il est présentateur et producteur de télévision en Uruguay et donne aujourd'hui des conférences en tant que conférencier motivateur dans le monde entier.
Il est l'époux de Véronique Van Wassenhove, membre de la noblesse belge, avec laquelle il apparaît lors du festival de la Mostra de Venise 2023 pour la présentation internationale du film Le Cercle des neiges.

### Publication
- Miracle dans les Andes, le Livre de Poche n°30922, 2008.